# Straight Back Down
Straight Back Down è un singolo del cantautore australiano Dean Lewis, pubblicato in Australia il 30 agosto 2019 come quarto estratto dal primo album in studio A Place We Knew.

## Successo commerciale
La settimana successiva al debutto è risultato il più aggiunto alle playlist radiofoniche della settimana.

## Critica
All'interno della recensione dell'album, Cameron Adams dell'Herald Sun ha detto "'Straight Back Down' ricorda molto Vance Joy e mostra il timbro di voce più alto di Lewis."